# Harald Jaksche
Harald Jaksche (* 29. Mai 1933 in Graz; † 19. Jänner 2014) war ein österreichischer Slawist.

## Leben
Nach der Reifeprüfung am Bundesrealgymnasium Linz 1952 studierte er die Fächer Slawistik (Josef Matl, Linda Sadnik), Kunstgeschichte, Psychologie und Philosophie in Graz (1952–1955, 1956–1958) und Zagreb (1955–1956). Nach der Promotion zum Dr. phil. 1958 an der Universität Graz und der Habilitation für das Fach Slawistik 1964 an der Universität des Saarlandes war er von 1967 bis 1968 Professor für Slawistik an der Universität Mannheim, von 1968 bis 1978 Professor für Slawistik an der Universität Fribourg,
von 1969 bis 1978 Professor für Slawistik an der Universität Bern und von 1978 bis 1996 Professor für Slawistik an der Universität Graz.

## Schriften (Auswahl)
- Das Weltbild im Šestodnev des Exarchen Johannes. 1958, OCLC 632909016.
- Slavische Akzentuation. Band 2. Slovenisch. Wiesbaden 1965, OCLC 58582043.
- mit Michael Metzeltin: Textsemantik. Ein Modell zur Analyse von Texten. Tübingen 1983, ISBN 3-87808-224-X.